# 魔人戦記 破軍
『魔人戦記 破軍』（まじんせんき はぐん）は、あかほりさとる原作、橋本還作画による日本の漫画。『ヤングアニマル』（白泉社）にて2006年10号から2007年17号まで連載された。単行本は全4巻。
近未来のサイボーグと戦国時代の忍者が死闘を繰り広げる歴史SF漫画である。

## あらすじ
憲法を改正して戦争ができるようになった近未来の日本。国防軍によって開発された改造サイボーグである終末個体兵器アレスに自ら志願してなった香車は、恋人の東子とともに国民にアレスの危険性を知らせるためにテレビで生中継される中、破壊活動を繰り広げる。しかし、突如雷に打たれ西暦1582年、戦国時代の甲府に1人タイムスリップしてしまう。そこで偶然助けた麻葱、羽虫たちと行動をともにしながら、生き別れた東子の行方を捜し始めるが、その旅の途中で香車はこの時代の歴史が自分の知っているものと異なっていることに気がつく。

## 登場人物
香車（きょうしゃ）
物語の主人公。強い正義感の持ち主。国連平和維持軍に参加していた時にアレスの実験体の暴走を目撃した。
東雲 東子（しののめ とうこ）
香車の恋人。将来を嘱望されたエリート研究員。香車よりも前に戦国時代に到達し、信長の妻「東の方」となって歴史を変えた。
武田 麻葱（たけだ あさぎ）
武田信玄の娘。破軍の秘密を握る唯一の武田家の生き残り。ボク少女。
羽虫（はむし）
麻葱を警護するくの一。
飛び加当
麻葱の警護を依頼された伝説の忍び。キリシタン。
織田信長
恐怖をもって国を治めようとする魔王。史実と異なり明智光秀を始末して生きのびる。
織田信忠
信長の長男。後継者争いに勝つため破軍の秘密をねらっている。
織田 信
信長の四男。母親は東子。
徳川家康
信長によって甲斐を与えられる。そこにやってきた香車たちを助ける。

## 用語
終末個体兵器アレス
完全改造の超兵士。陸戦兵器を根本から改変させる画期的戦略兵器。
破軍
人間の潜在能力を極限まで引き出す技術。この力をもっていたために源氏は日本を支配することができた。戦国時代では武田家のみがもっていた。
南蛮破軍
南蛮からつたわった破軍とされているが実は東子が未来からもたらした技術。

## 単行本
『魔人戦記 破軍』《白泉社・ジェッツコミックス》 全4巻
1. 2006年12月21日発売、ISBN 978-4-592-14471-7
2. 2007年4月27日発売、ISBN 978-4-592-14472-4
3. 2007年8月29日発売、ISBN 978-4-592-14473-1
4. 2007年11月29日発売、ISBN 978-4-592-14474-8